# Lonzo Ball
Lonzo Anderson Ball (ur. 27 października 1997 w Anaheim) – amerykański koszykarz, występujący na pozycji rozgrywającego, obecnie zawodnik Cleveland Cavaliers.
W 2014 i 2015 roku zdobył złoty medal podczas turnieju Adidas Nations. Rok później wystąpił w meczach gwiazd szkół średnich – McDonalds All-American i Ballislife All-American. Zdobył też wiele nagród dla najlepszego zawodnika szkół średnich w stanie Kalifornia oraz całym kraju (Morgan Wootten National Player of the Year, Prep Player of the Year, California Gatorade Player of the Year, USA Today’s High School Player of the Year, Mr. Basketball USA, California Mr. Basketball, John R. Wooden California High School POY – 2016).
Lonzo Ball został wybrany z 2. numerem w drafcie w 2017 przez Los Angeles Lakers. Zadebiutował w NBA 20 października 2017, w meczu z Los Angeles Clippers. 11 listopada 2017 w meczu z Milwaukee Bucks uzbierał 19 punktów, 11 zbiórek i 13 asyst, stając się najmłodszym koszykarzem w historii ligi, który uzyskał triple-double. Miał wówczas 20 lat i 15 dni. 11 kwietnia 2018 Markelle Fultz uzyskał triple-double i wyprzedził go w tym rankingu o 63 dni.
6 lipca 2019 trafił w wyniku wymiany do New Orleans Pelicans. 8 sierpnia 2021 został zawodnikiem Chicago Bulls.
Koszykarzami są też jego młodsi bracia – LiAngelo i LaMelo.

## Osiągnięcia
Stan na 12 sierpnia 2021, na podstawie, o ile nie zaznaczono inaczej.
NCAA
- Uczestnik rozgrywek Sweet Sixteen turnieju NCAA (2017)
- Najlepszy pierwszoroczny zawodnik:
  - NCAA według:
    - USBWA – Wayman Tisdale Award (2017)[8]
    - USA Today (2017)
    - National Association of Basketball Coaches (NABC – 2017)
    - Sporting News (2017)
    - Basketball Times (2017)
    - Bleacher Report (2017)

  - konferencji Pac 12 (2017)[9]
- MVP turnieju Wooden Legacy (2017)
- Zaliczony do:
  - I składu:
    - All-American (2017)
    - Pac 12 (2017)
    - najlepszych zawodników pierwszorocznych Pac 12 (2017)
    - turnieju Wooden Legacy (2017)

  - defensywnego składu honorable mention Pac-12 (2017)
- Lider NCAA w asystach (2017)[10]

NBA
- Powołany do udziału w Rising Stars Challenge (2018[a], 2019[b])[12]
- Zaliczony do II składu debiutantów NBA (2018)[13]

## Statystyki

### NCAA
Na podstawie Sports-Reference.com (ang.)
| Sezon   | Drużyna | M  | S5 | MPG  | FG%   | 3P%   | FT%   | RPG | APG | SPG | BPG | PPG  |
| ------- | ------- | -- | -- | ---- | ----- | ----- | ----- | --- | --- | --- | --- | ---- |
| 2016/17 | UCLA    | 36 | 36 | 35,1 | 55,1% | 41,2% | 67,3% | 6,0 | 7,6 | 1,8 | 0,8 | 14,6 |

### NBA
Na podstawie Basketball-Reference.com (ang.)

Stan na koniec sezonu 2023/24

#### Sezon regularny
| Sezon   | Drużyna     | M   | S5  | MPG  | FG%   | 3P%   | FT%   | RPG | APG | SPG | BPG | PPG  |
| ------- | ----------- | --- | --- | ---- | ----- | ----- | ----- | --- | --- | --- | --- | ---- |
| 2017/18 | L.A. Lakers | 52  | 50  | 34,2 | 36,0% | 30,5% | 45,1% | 6,9 | 7,2 | 1,7 | 0,8 | 10,2 |
| 2018/19 | L.A. Lakers | 47  | 45  | 30,3 | 40,6% | 32,9% | 41,7% | 5,3 | 5,4 | 1,5 | 0,4 | 9,9  |
| 2019/20 | New Orleans | 63  | 54  | 32,1 | 40,3% | 37,5% | 56,6% | 6,1 | 7,0 | 1,4 | 0,6 | 11,8 |
| 2020/21 | New Orleans | 55  | 55  | 31,8 | 41,4% | 37,8% | 78,1% | 4,8 | 5,7 | 1,5 | 0,6 | 14,6 |
| 2021/22 | Chicago     | 35  | 35  | 34,6 | 42,3% | 42,3% | 75,0% | 5,4 | 5,1 | 1,8 | 0,9 | 13,0 |
| Razem   |             | 252 | 239 | 32,5 | 40,0% | 36,4% | 57,8% | 5,7 | 6,2 | 1,6 | 0,6 | 11,9 |